# Phylloscopus griseolus
El mosquitero del Pamir (Phylloscopus griseolus) es una especie de ave paseriforme de la familia Phylloscopidae propia de Asia. Es un pájaro migratorio insectívoro que cría en Asia central y pasa el invierno en la India.

## Descripción
Es de color gris ceniza en su dorso tomando una tonalidad amarilla oscura o verde olivo en la zona inferior de su cuerpo. Los ejemplares juveniles en su primer plumaje poseen una tonalidad marrón óxido en el dorso, mientras que el área inferior es de una tonalidad amarillenta. El peso promedio de estas aves es de 6,5 a 11,5 gramos. Las alas en los machos miden 58 a 68 mm de largo mientras que en las hembras 55 a 61 mm. Acostumbra a encontrare en grupos reducidos y se alimenta de pequeños insectos de los arbustos y a nivel del suelo.

## Distribución y hábitat
La especie habita una amplia zona que abarca 5,130,000 km² que cubre Afganistán, Mongolia, China, India y Rusia.

## Galería

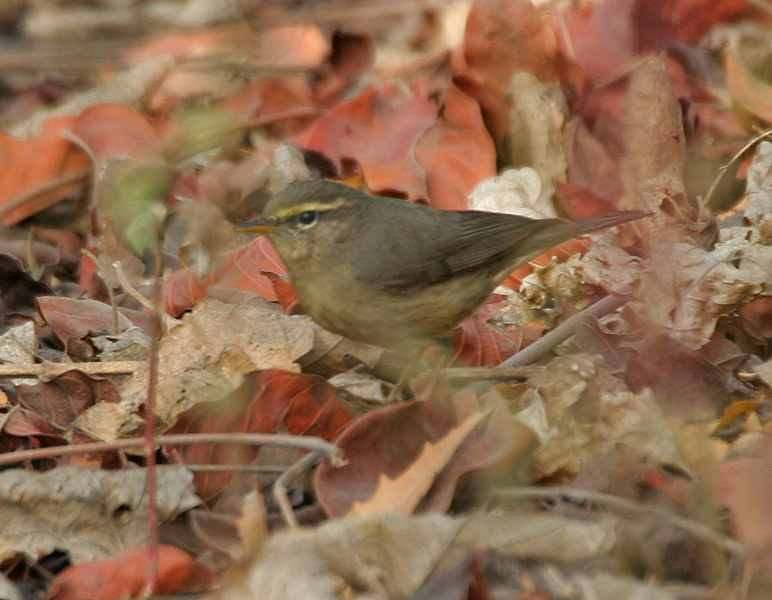
En Hyderabad (India)
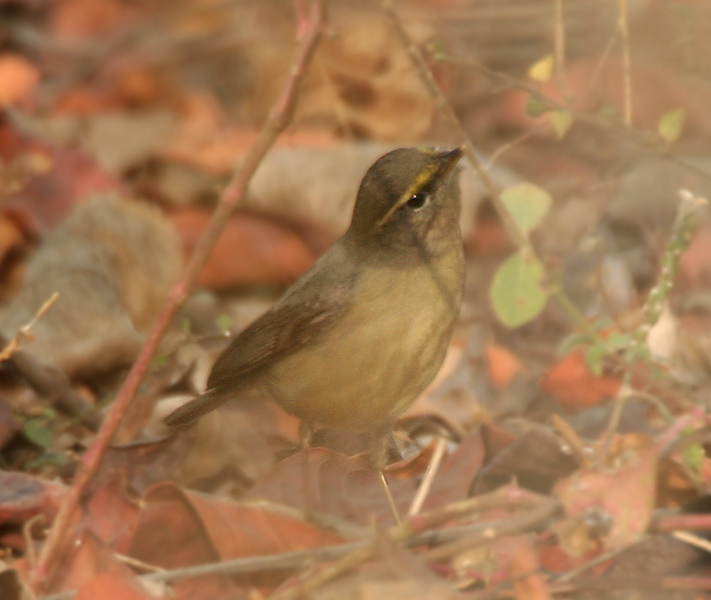
En Hyderabad (India)
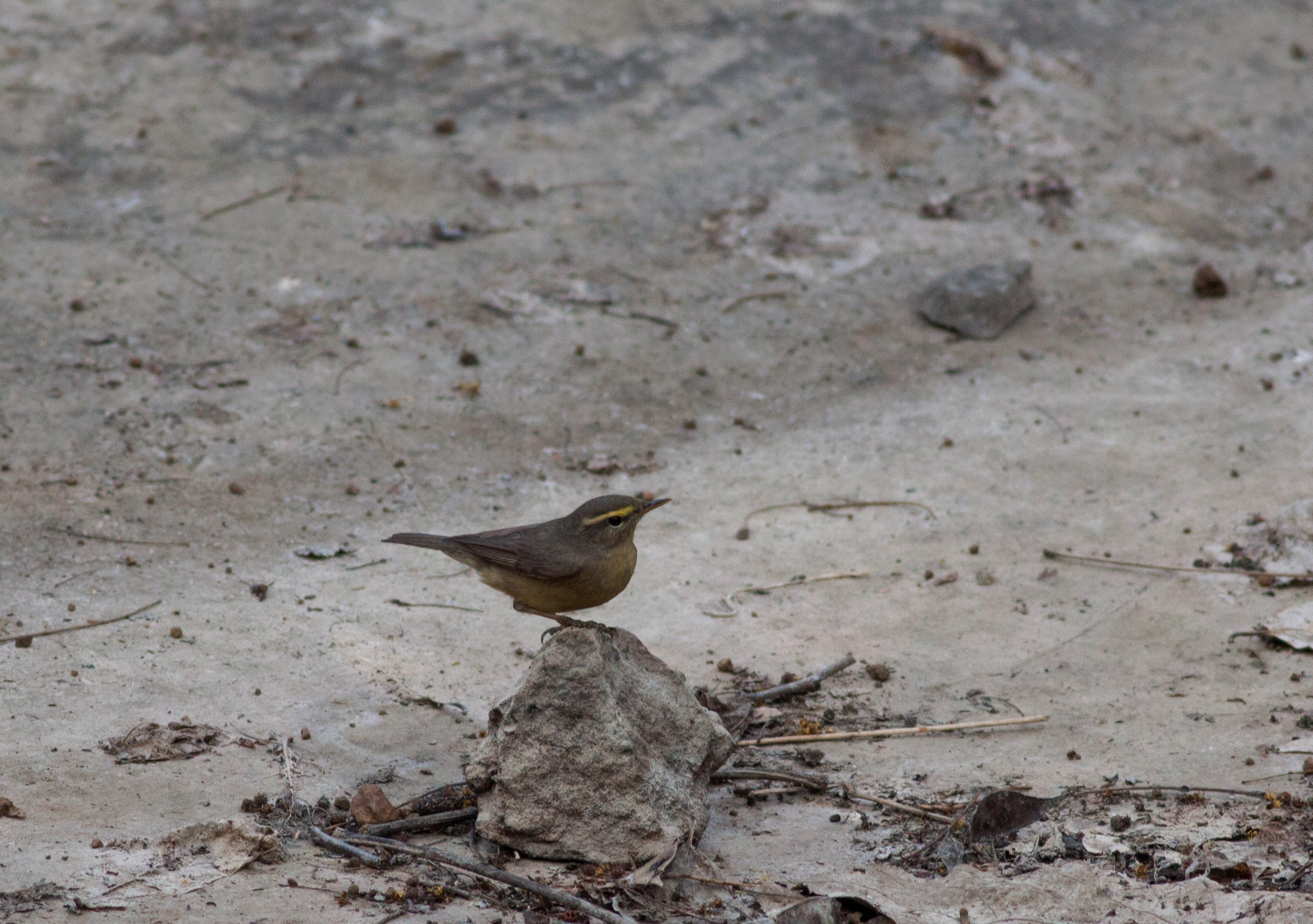
Vasai, Maharashtra, India
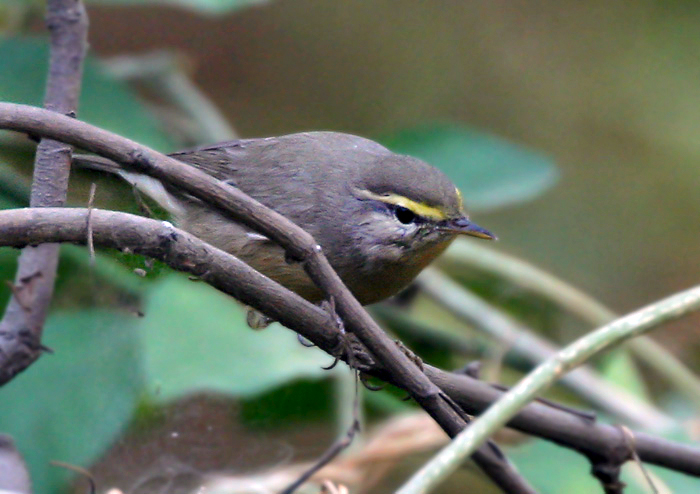
En Sindhrot, cerca de Vadodara en el distrito de Gujarat, India